# Филип фон Насау
Филип фон Насау (на немски: Philipp von Nassau; * 1 декември 1566, Диленбург; † 3 септември 1595, Райнберг) е нидерландски военен.

## Биография
Той е син на граф Йохан VI фон Насау-Диленбург (1536 – 1606) и първата му съпруга Елизабет фон Лойхтенберг (1537 – 1579), дъщеря на ландграф Георг фон Лойхтенбергг и Барбара фон Бранденбург-Ансбах-Кулмбах. Брат е на Вилхелм Лудвиг (1560 – 1620), Йохан VII (1561 – 1623), Георг (1562 – 1623), Ернст Казимир (1573 – 1632) и Лудвиг Гюнтер (1575 – 1604). Баща му е брат на княз Вилхелм Орански (1533 – 1584). Братовчед е на Мориц Орански.
Както братята му Филип фон Насау отива млад в Нидерландия. През 1585 г. е губернатор в Горинхем и пехотински полковник. От 1591 г. е губернатор на Неймеген.
През 1593 г. Филип води поход до Люксембург. На следващата година завежда отбраната на нидерланската войска от 3000 мъже във Франция. На 2 септември 1595 е смъртно ранен в конническа битка до река Липе във Вестфалия. Той умира на следващия ден на 3 септември на 28-годишна възраст в Райнберг. Погребан е в Арнем.